# 天猫双11全球潮流盛典
天猫双11全球潮流盛典（简称潮流盛典，英语：Tmall Collection Fashion Show）是由天猫主办的时装秀。以秀加表演为主轴，有20多位来自时尚圈、娱乐届、体坛领域的明星名人、近160名国内外名模参与走秀表演。囊括了多个国内外时尚品牌，多款秀场新品在天猫首发。

## 2016天猫双11全球潮流盛典
2016年10月23日，天猫在上海东方体育中心首度举办天猫双11全球潮流盛典，是一个融合秀、表演、展览、互动的时尚秀场，也是2016年天猫双11的“开场秀”。Burberry、Maserati、Guerlain、Rimowa、沙宣等品牌在现场首发新品。8小时的时尚秀同步在天猫直播、淘宝直播、优酷、斗鱼、虎牙直播，让用户通过直播参与互动。
嘉宾阵容：Nick Wooster、Maye Musk、Tommy Ton、李宇春、何穗、范玮琪、宋佳、袁姗姗、方大同、陈漫、韩火火、姜思达等明星名模、时尚界红人。

## 2017天猫双11全球潮流盛典
于2017年10月31日在北京卫视、天猫直播、淘宝直播、优酷、微博、今日头条等7个平台同步播出。包括LVMH、Estee Lauder、SMCP等国际时尚奢侈品集团， Victoria's  Secret、Furla、Jason Wu、Opening Ceremony等国际时尚品牌，携手范冰冰、李宇春、张艺兴等明星和名模参与。
直播当晚，Polo Ralph Lauren、Erdos、Levi’s等多个国内外时尚品牌，多款秀场新品在天猫首发，并加入虚拟试衣互动。用户在观看直播时，点击手机屏幕上的“试穿”按钮，会出现一个分屏页，通过上传照片、输入身高体重生成一个虚拟的自己，可试穿超模走秀款。虚拟试衣体验成为融入互联网+技术的潮流盛典区别于传统时尚走秀的一个看点，也是传统服装品牌年轻化的一次集中预演。
天猫与纽约时装周达成战略合作，将Jason Wu、Opening Ceremony、Robert Geller等品牌的设计师来中国开启首秀。天猫是纽约时装周女装周首个电商平台合作伙伴，和纽约时装周男装周亚太区第一个电商合作伙伴。
此前，基于数据洞察，天猫联合全球趋势预测机构发布包括Tools、Calm、Genus、Transit在内的2017四大秋冬潮流趋势。 这四大趋势也在潮流盛典秀场上演绎，为消费者提供更多基于秋冬的穿搭解决方案。
嘉宾阵容：范冰冰、李宇春、张艺兴、周笔畅、欧阳娜娜、何穗、黄立行、吴建豪、VAVA、金大川等演艺圈明星及国际国内名模参与走秀、互动。